# Gare de Sévérac
Gare de Sévérac – przystanek kolejowy w Sévérac, w departamencie Loara Atlantycka, w regionie Kraj Loary, we Francji.
Został otwarty w 1862 przez Compagnie du Chemin de fer de Paris à Orléans (PO). Dziś jest przystankiem kolejowym Société nationale des chemins de fer français (SNCF), obsługiwanym przez pociągi TER Pays de la Loire, kursujących między Savenay lub Saint-Nazaire i Redon.